# A Nightmare on Elm Street 5: The Dream Child
A Nightmare on Elm Street 5: The Dream Child is een Amerikaanse horrorfilm uit 1989, geregisseerd door Stephen Hopkins.

## Verhaal
Alice en Dan zijn nu een stel. Binnenkort zullen ze hun schooldiploma halen en vervolgens rondreizen in Europa. Vlak voordat dit gebeurt, krijgt Alice een akelige droom: Ze loopt rond in een duistere inrichting en draagt de kleren van Amanda Krueger. Ondertussen wordt ze ingesloten door honderd maniakken.
De volgende dag krijgt ze haar diploma. Ze bespreekt haar nachtmerrie met Dan. Hij zegt dat er niks kan gebeuren als ze niet over hem droomt. Vervolgens gaan ze weer naar hun vrienden: Greta, een supermodel in spe, Yvonne, een professionele duikster en Mark, een striplezer.
Wanneer ze na school naar haar werk loopt, hoort ze een groep kinderen een rijmpje zingen over Freddy Krueger. Dan belandt ze opnieuw in de inrichting. Ze zit nu in het lichaam van Amanda en staat op het punt te bevallen. Zo wordt Freddy opnieuw tot leven gewekt...
Freddy rent weg, maar Alice achtervolgt hem. Uiteindelijk is ze weer in de kerk waar ze eerder Freddy heeft vermoord. Ze komt erachter dat Freddy's moeder ook ervoor probeert te zorgen dat Freddy terug naar hel gaat. Dit lukt haar niet.
Wanneer Alice weer wakker is, blijkt ze vier uur te laat op haar werk te zijn. Ze belt onmiddellijk Dan op, die met hun vrienden bij een zwemfeest is. Hij gaat meteen met de auto naar het eethuis waar Alice werkt, maar valt onderweg in slaap. Freddy neemt het stuur over en zorgt ervoor dat Dan weer terug bij af is: Bij het zwembad. Hij neemt dit keer een motor, wanneer de sleutels van zijn auto zoek zijn. Freddy neemt controle over, over de motor. Hij zorgt ervoor dat Dan nu met een enorme snelheid rijdt en zo verongelukt de tiener.
Het ongeluk was voor het eethuis, waardoor Alice alles zag gebeuren. Ze rent naar Dans levenloze lichaam. Toch staat hij op, maar het blijkt Freddy te zijn, waardoor Alice flauwvalt. Later wordt ze weer wakker in een ziekenhuis. Iedereen denkt dat Dan is overleden door rijden onder invloed. Ook komen ze erachter dat Alice zwanger is. Alice probeert iedereen ervan te overtuigen dat Freddy hierachter zit, maar niemand wil haar geloven. Ook ontmoet ze rond deze tijd Jacob, een kleine jongen. Wanneer ze bij Yvonne naar de jongen vraagt, zegt ze dat op de verdieping waar Alice verblijft, helemaal niemand is onder de naam Jacob...
Het duurt niet lang voordat Freddy ook achter Alice' vrienden aan begint te zitten. Het eerste slachtoffer is Greta. Wanneer ze tijdens een etentje die haar toekomst kan bepalen in slaap valt, komt Freddy tevoorschijn. Hij zorgt ervoor dat ze stikt en overlijdt in haar eten. Mark is hier erg verdrietig om, omdat hij verliefd op haar was.
Alice begint opnieuw over Krueger, maar Yvonne wil hier niets over horen en stormt weg. Mark blijft en luistert naar haar verhaal. Later valt Mark in slaap... Alice wil hem redden en gaat mee naar de droomwereld. Mark heeft het geluk om wakker te worden, maar Alice slaapt nog steeds.
Ze ziet Jacob weer en komt erachter dat hij haar ongeboren zoon is. Ook ontdekt ze dat Krueger via Jacob naar de dromen van haar vrienden kan komen.
Alice wil nu opzettelijk in slaap vallen, onder toezicht van Mark. Alice wil namelijk de hulp van Amanda om zo Freddy voorgoed te vernietigen. Freddy krijgt hier een oogje van en lokt haar weg door haar de kans te geven Yvonne te redden, die ook in slaap was gevallen en op het punt staat vermoord te worden.
Alice redt Yvonne, maar ook Mark is ondertussen in slaap gevallen. Hij wordt vermoord door Freddy. Opnieuw gaat Alice slapen, om zo weer in contact te komen met Jacob. Onderweg komt ze Freddy tegen. Ze weet hem te vermoorden en gaat zo naar Jacob. Maar dan blijkt dat Freddy nog steeds leeft...
Alice probeert Jacob te beschermen en zegt hem weg te rennen. Freddy rent nu achter Jacob aan en Alice achter Freddy aan. Ondertussen vindt Yvonne Amanda. Amanda bedankt Yvonne en gaat vervolgens naar Jacob. Ze zegt tegen hem dat alleen hij Freddy kan verslaan. Dit lukt de jongen, nadat hij inziet dat Freddy gevaarlijk is.

## Rolverdeling
| Acteur           | Personage      |
| ---------------- | -------------- |
| Lisa Wilcox      | Alice Johnson  |
| Robert Englund   | Freddy Krueger |
| Kelly Jo Minter  | Yvonne         |
| Danny Hassel     | Dan Jordan     |
| Erika Anderson   | Greta Gibson   |
| Joe Seely        | Mark Gray      |
| Beatrice Boepple | Amanda Krueger |
| Whitby Hertford  | Jacob          |

## Achtergrond

### Ontvangst
- De film ging in première in 1902 bioscopen, en bracht in het openingsweekend 8,1 miljoen dollar op.
- De totale opbrengst bedroeg 22,1 miljoen, waarmee dit op een na de minst succesvolle film uit de reeks is.

### Soundtrack
1. Bruce Dickinson - Bring Your Daughter... to the Slaughter
2. Romeo's Daughter - Heaven In The Back Seat
3. W.A.S.P. - Savage
4. Mammoth - Can't Take The Hurt
5. Slave Raider - What Do You Know About Rock 'n' Roll
6. Whodini - Any Way I Gotta Swing It
7. Samantha Fox - Now I Lay Me Down
8. Kool Moe Dee - Let's Go
9. Doctor Ice - Word Up Doc!
10. Schoolly D - Livin' In The Jungle